# چراغ‌کوسه‌ها
چراغ‌کوسه‌ها (نام علمی: Etmopteridae) نام یک تیره از راسته خاردارکوسه‌سانان است.

## سرده
- سگ‌ماهی قلاب‌دندان
- Centroscyllium
- چراغ‌کوسه
- سگ‌ماهی افعی